# Carrick-on-Suir
Carrick-on-Suir (Irsk: Carraig na Siuire) er en irsk by i County Tipperary og County Waterford i provinsen Munster, i den sydvestlige del af Republikken Irland med en befolkning (inkl. opland) på 5.906 indb i 2006 (5.586 i 2002). Byen fordeler sig på begge sider af floden Suir.